# 다이아몬드 분진
다이아몬드 분진(Diamond dust)은 작은 얼음 결정으로 구성된 지상 높이의 구름이다. 이 기상 현상은 빙정이라고도하며 METAR 코드에서 IC로 보고된다. 다이아몬드 분진은 일반적으로 맑거나 맑게 갠 하늘에서 형성되기 때문에, 때때로 맑은 하늘 강수라고한다. 다이아몬드 분진은 남극과 북극에서 가장 보편적으로 발생하지만, 어는점보다 낮은 온도에서는 어느 곳에서나 발생할 수 있다. 극지에서는 다이아몬드 분진이 방해받지 않고 며칠동안 지속될 수 있다.

## 같이 보기
- 틈새빛살
- 무리 (물리학)
- 서릿발